# Booty Call – One-Night-Stand mit Hindernissen
Booty Call – One-Night-Stand mit Hindernissen (Originaltitel: Booty Call) ist eine US-amerikanische Filmkomödie aus dem Jahr 1997. Regie führte Jeff Pollack, das Drehbuch schrieben Takashi Bufford und J. Stanford Parker.

## Handlung
Rushon trifft sich seit einigen Wochen mit Nikki, die nicht sicher ist, ob die Beziehung genügend fest ist, dass sie mit Rushon Sex haben kann. Rushon wettet mit seinem Freund Bunz, wer eher eine Frau ins Bett kriegen kann. Beide Freunde organisieren ein Treffen, zu dem Rushon mit Nikki kommt, während Bunz mit Lysterine erscheint.
Rushon ist überrascht, als Nikki plötzlich dem Sex zustimmt. Sie besteht jedoch auf Safer Sex, was gleichzeitig Lysterine von Bunz fordert. Die Männer begeben sich in die Stadt, um Kondome zu kaufen. Dort wird Rushon irrtümlich von einem Taxifahrer angeschossen, der daraufhin die Waffe auf den Boden wirft und flieht. Seine Freunde bringen Rushon mit dem Auto ins Krankenhaus.
Im Krankenhaus glaubt man nicht, dass Rushon eine Krankenversicherung hat. Bunz verkleidet sich als Arzt und bringt Rushon auf die Krankenstation; kurz darauf wird er aufgefordert, bei einer schwierigen Geburt zu helfen. Rushon wird mit einem Patienten verwechselt, der kastriert werden soll. Nikki findet ihn im letzten Augenblick und rettet ihn, indem sie ruft, dass Rushon nicht krankenversichert sei. Daraufhin bricht der Chirurg den Eingriff sofort ab.

## Kritiken
Das Lexikon des internationalen Films schrieb, der „als schrille Komödie geplante“ Film scheitere „in allen Belangen“. Mit „sterilen Typen, biederen, gedehnten Gags und einem Nichts an Story“ biete er „weder Spaß noch Unterhaltung“. In der deutschen Synchronversion fehle außerdem der Sprachwitz.

## Hintergründe
Der Film wurde in New York City und in Toronto gedreht. Er startete in den Kinos der USA am 26. Februar 1997 und spielte dort ca. 20 Millionen US-Dollar ein. In einigen Ländern wie Portugal oder Japan wurde er direkt auf Video veröffentlicht.